# Obrežje, Radeče
Obrežje este o localitate din comuna Radeče, Slovenia, cu o populație de 166 de locuitori.